# Dmitriy Pankov
Dmitriy Pankov (Дмитрий Панков, Dmitrij Pankow), (ur. 23 czerwca 1968) – uzbecki pływak, uczestnik igrzysk olimpijskich w Atlancie.

## Występy na igrzyskach olimpijskich
Dmitriy Pankov startował w dwóch konkurencjach pływackich na igrzyskach olimpijskich w Atlancie w 1996 r. Pierwszą z nich była sztafeta 4 x 200 m w stylu dowolnym. Pankov wystartował, jako drugi zawodnik uzyskując czas 1:56,29. Sztafeta dystans pokonała w czasie 7:40,60 co dało jej 4. miejsce w eliminacjach. Czas ten był za słaby by móc dalej rywalizować. Sztafeta uzbecka została sklasyfikowana łącznie na 12. miejscu.
Pankov startował także na dystansie 200 m w stylu motylkowym uzyskując w eliminacjach czas 2:05,36. Pozwoliło to na zajęcie 6. miejsca, lecz czas był zbyt słaby by awansować do dalszych zmagań. Pankov w łącznej klasyfikacji zajął 38. miejsce.